# Бахметьев, Дмитрий Дмитриевич
Дмитрий Дмитриевич Бахметьев (19 февраля 1898, Севастополь, Таврическая губерния — 28 августа 1963, Москва) — советский военачальник, генерал-лейтенант танковых войск (27.06.1945).

## Биография
Родился в 1898 году Севастополе.
В РККА с 1919 года, участник Гражданской, советско-польской войн, походов в Литву и Бессарабию, был ранен. На командных должностях с 1920 г. Политрук бронепоезда, помощник политрука автобронеотряда, командир взвода, адъютант отдельного дивизиона, помощник начальника штаба артиллерийского полка.
Окончил ВАММ в 1937 г. Затем — начальник штаба 21-й тяжелой танковой бригады (до 20.07.1940 г.), начальник штаба 4-й танковой дивизии (07.1940-03.1941), начальник штаба 17-го механизированного корпуса - в этой должности полковник Бахметьев встретил Великую Отечественную войну.
17-й механизированный корпус принял страшный удар наступающих частей противника и к 26 июня был полностью уничтожен.
С 20 сентября 1941 года Бахметьев — начальник штаба 1-й гвардейской мотострелковой Московской дивизии и с этого времени непрерывно участвовал во всех операциях и боях дивизии на Юго-Западном фронте и под г. Наро-Фоминском.
С 31 марта 1942 по 6 февраля 1943 года — начальник штаба 4-го танкового корпуса. Дмитрий Дмитриевич принимает участие в формировании соединения, а во времена проведения всех боевых операций находился в передовых частях, своим присутствием обеспечивая непрерывное взаимодействие частей и соединений корпуса. В заслугу Бахметьеву ставилось отличное обеспечение подготовки частей корпуса к операции по окружению вражеской группировки в районе Сталинграда.
В дальнейшем генерал Бахметьев — начальник штаба 3-й танковой (24.02.1943-26.04.1943) и 57-й (26.04.1943-20.05.1943) армий.
29 марта 1944 года Дмитрий Дмитриевич занимает должность начальника штаба 3-й гвардейской танковой армии, в которой прослужит до 31 июля 1945 года. На завершающем этапе войны умелый и эрудированный начштарм-3 обеспечивает четкое управление и взаимодействие частей танковой армии, в результате чего танкисты и приданные им подразделения ведут успешные бои по овладению польскими и немецкими городами Радомско, Ченстохова, Пеотрекув, Оппельн, Глейвиц, Гинденбург. В этот период танковая армия форсировала реку Одер, захватила плацдарм и активно участвовала в боях по разгрому и овладению крупными промышленными центрами в Верхней Силезии, а также полному очищению от противника Домбровского угольного района.
После войны генерал продолжил службу в Советской Армии. Ещё год был начальником штаба 3-й гвардейской танковой армии (с мая 1946 — 3-я гвардейская механизированная армия), а после её сокращения до дивизии в ноябре 1946 года — начальником штаба 3-й гвардейской отдельной кадровой танковой дивизией. Оставался в должности до июня 1948 года. С июня 1948 по октябрь 1950 — начальник штаба 5-й гвардейской танковой армии в Белорусском военном округе.
Скончался в 1963 году после болезни, похоронен в Москве на Ваганьковском кладбище.

## Награды
СССР
- два ордена Ленина (04.02.1943, 21.02.1945)
- три ордена Красного Знамени (14.02.1943, 03.11.1944, 20.06.1949)
- орден Суворова I степени (06.04.1945)
- орден Кутузова I степени (25.05.1945)
- орден Суворова II степени (11.08.1944)
- орден Красной звезды (03.11.1941)
- медали СССР.

Приказы (благодарности) Верховного Главнокомандующего в которых отмечен Бахметьев Д. Д.
- За овладение городом Ченстохова — важным узлом обороны немцев на реке Варта. 17 января 1945 года. № 225
- За овладение городами Крайцбург, Розенберг, Питшен, Ландсберг и Гуттентаг. 21 января 1945 года. № 237
- За овладение городами Милич, Бернштадт, Намслау, Карльсмаркт, Тост и Бишофсталь. 23 января 1945 года. № 248
- За овладение важным центром военной промышленности немецкой Силезии городом и крепостью Оппельн. 24 января 1945 года. № 251
- За полное очищение от противника Домбровского угольного района и южной части промышленного района немецкой Верхней Силезии. 28 января 1945 года. № 261
- За форсирование реки Одер юго-восточнее города Бреслау (Бреславль). 6 февраля 1945 года. № 270
- За овладение в немецкой Силезии городом Бунцлау. 12 февраля 1945 года. № 276
- За овладение городами Котбус, Люббен, Цоссен, Беелитц, Лукенвальде, Тройенбритцен, Цана, Мариенфельде, Треббин, Рангсдорф, Дидерсдорф, Тельтов. 23 апреля 1945 года. № 340
- За полное окружение Берлина. 1 мая 1945 года. 25 апреля 1945 года. № 342
- За полное овладение столицей Германии городом Берлин. 2 мая 1945 года. № 359
- За овладение городом Дрезден. 8 мая 1945 года. № 366.
- За освобождение Праги. 9 мая 1945 года. № 368.

Других государств
- три военных креста 1939 года (ЧССР)
- орден Крест Грюнвальда 3-й степени (Польша)
- медаль «Победы и Свободы» (Польша)